# Пугачёво (Сахалинская область)
Пугачёво — село в Макаровском городском округе Сахалинской области России.

## География
Село находится на берегу реки Пугачёвка, на расстоянии 50 км к юго-западу от города Макаров, административного центра округа.

## История
До 1945 года село принадлежало японскому губернаторству Карафуто и называлось Ками-Магунтан (яп. 馬群潭) (данное название имеет айнское происхождение). Современное название дано по предложению рабочих и служащих местного рыбокомбината указом Президиума Верховного Совета РСФСР от 15 октября 1947 года.

## Население
| 1925 | 1935  | 2002 | 2010 | 2013 | 2021 |
| ---- | ----- | ---- | ---- | ---- | ---- |
| 1698 | ↘1643 | ↘134 | ↘97  | ↘85  | ↘13  |

### Половой состав
Согласно результатам переписи 2002 года, в селе проживало 134 человека (75 мужчин и 59 женщин).

### Национальный состав
Согласно результатам переписи 2002 года, в национальной структуре населения русские составляли 87 % из 134 чел.

## Транспорт
В селе расположена станция Пугачёво Сахалинского региона Дальневосточной железной дороги.